# Pontedeva
Pontedeva (spanisch Puentedeva) ist eine spanische Gemeinde (Concello) mit 458 Einwohnern (Stand: 2024) in der Provinz Ourense der Autonomen Gemeinschaft Galicien.

## Geografie
Pontedeva liegt nahe der Grenze zu Portugal am Río Miño und ca. 30 Kilometer südwestlich der Provinzhauptstadt Ourense in einer durchschnittlichen Höhe von ca. 150 m.

## Bevölkerungsentwicklung der Gemeinde
Legende: Puentedeva___Pontedeva

Quelle: INE-Archiv – grafische Aufarbeitung für Wikipedia

## Gemeindegliederung
Die Gemeinde Pontedeva ist in zwei Parroquias gegliedert:
| Parroquias | Patrozinium | Einwohner 2024 | Fläche km² | Dichte Einw./km² | Höhe msnm | Ortskennzahl |
| ---------- | ----------- | -------------- | ---------- | ---------------- | --------- | ------------ |
| Pontedeva  | San Breixo  | 332            | 6,78       | 49               | 114       | 32064010000  |
| Trado      | San Paio    | 136            | 3,07       | 44               | 174       | 32064020000  |

## Wirtschaft
| Ackerbau, Viehzucht und Fischerei                                                  | 06  | 04,11  |
| Industrie                                                                          | 024 | 016,44 |
| Bauwirtschaft                                                                      | 024 | 016,44 |
| Dienstleistungsbetriebe                                                            | 092 | 063,01 |
| Total                                                                              | 146 | 100,00 |
| * Daten aus dem Statistischen Amt für Wirtschaftliche Entwicklung in Galicien, IGE |     |        |

## Sehenswürdigkeiten
- Kirche San Breixo in Pontedeva
- Paulskirche in Trado

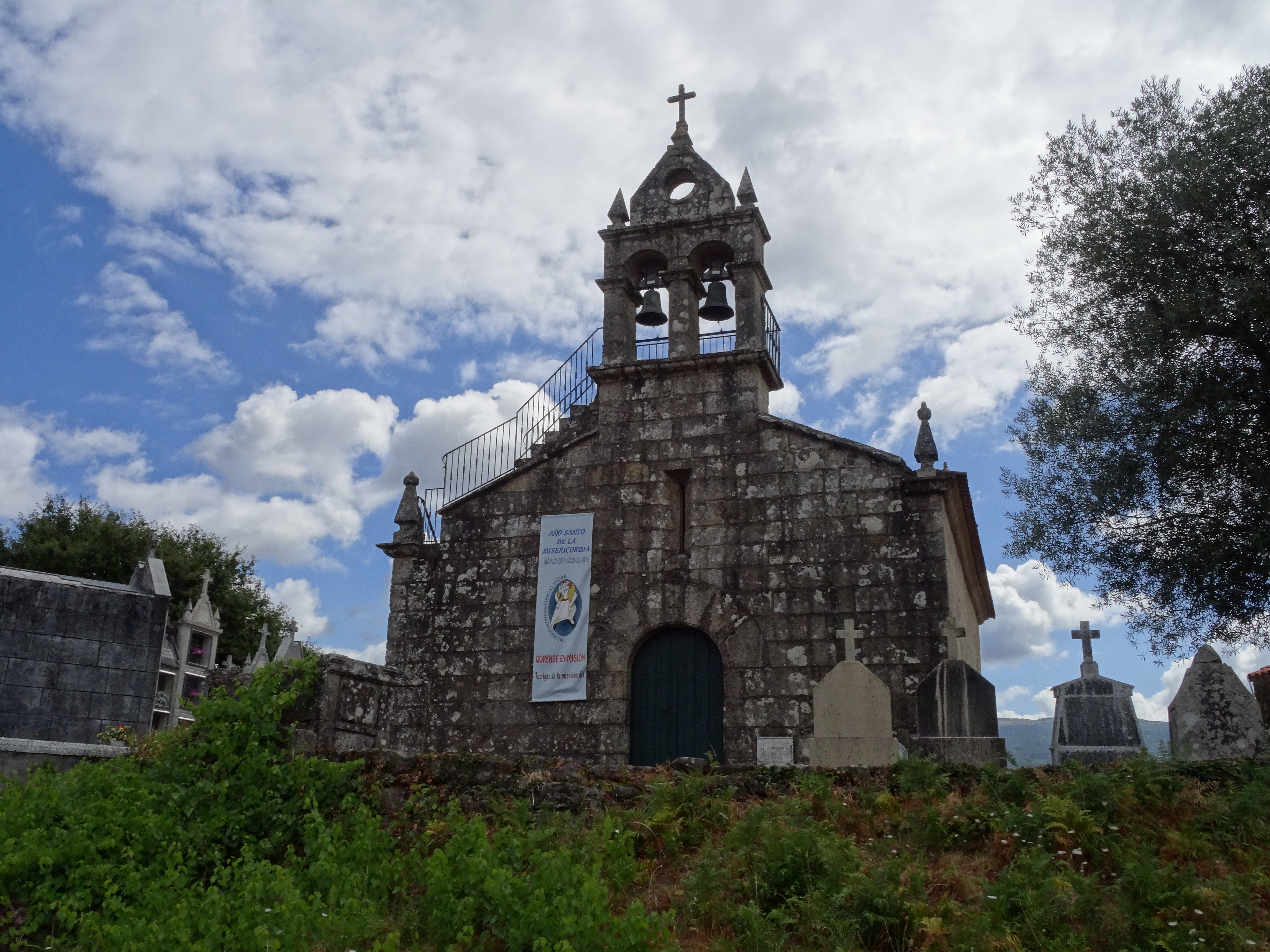
Paulskirche